# 1910
| 1910                                                                     |
| ------------------------------------------------------------------------ |
| Dødsfald - Fødsler                                                       |
| • Begivenheder • Film • Litteratur • Musik • Politik • Sport • Videnskab |

| Gregoriansk kalender | 1910 MCMX               |
| Ab urbe condita      | 2663                    |
| Armensk kalender     | 1359 ԹՎ ՌՅԾԹ            |
| Kinesiske kalender   | 4606 – 4607 己酉 – 庚戌 |
| Etiopisk kalender    | 1902 – 1903             |
| Jødisk kalender      | 5670 – 5671             |
| Hindukalendere       |                         |
| - Vikram Samvat      | 1965 – 1966             |
| - Shaka Samvat       | 1832 – 1833             |
| - Kali Yuga          | 5011 – 5012             |
| Iransk kalender      | 1288 – 1289             |
| Islamisk kalender    | 1328 – 1329             |

Konge i Danmark: Frederik 8. 1906-1912
Se også 1910 (tal)

## Begivenheder

### Januar
- 5. januar – Flyveren Robert Svendsen sætter dansk rekord ved at flyve i en højde af 84 meter over Kløvermarken i København.
- 12. januar – Daells Varehus får sin første postordrebestilling, og datoen regnes som varehusets stiftelsesdag

### Februar
- 28. februar – 200-årsdagen for slaget ved Helsingborg bliver fejret i Sverige med Stenbockfester

### Marts
- 8. marts - første flyvercertifikat udstedes i England
- 8. marts - Kvindernes internationale kampdag indstiftes under navnet International kvindedag på en kongres for socialistiske kvinder, afholdt i København
- 10. marts - første Hollywood film lanceres, Old California
- 28. marts - den franske ingeniør Henri Fabre foretager den første vellykkede søflyvning i historien, med start og landing på vand. Han flyver i alt 500 meter i 5 meters højde

### Maj
- 21. maj – Danmarks første lov om biler træder i kraft. Man må køre bil fra en halv time før solopgang til en halv time efter. Samtidig indføres vægtafgift.
- 31. maj – Sydafrikanske Union proklameres. Unionen består af Kapkolonien, Natal, Transvaal og Oranjefristaten. Ved det første valg vinder South African Party over Unionspartiet, og boergeneralen Louis Botha bliver premierminister

### Juni
- 3. juni - journalisten Alfred Nervø foretager den første flyvning hen over København.
- 10. juni – Boldklubben Fremad Amager stiftes på Cyklistpavillonen Alhambra.
- 17. juni – Rigsretsagen efter Alberti-skandalen afsluttes

### Juli
- 17. juli – Den danske flyver og motorsportsmand Robert Svendsen flyver som den første over Øresund, mellem København og Malmø

### August
- 3. august - mesterbryderen Magnus Bech-Olsen indvier en cirkusbygning i træ på Åboulevarden i København
- 22. august – Japan annekterer Korea og omdøber landet til Cho-sen.
- 26. august – et internationalt socialistisk kvindemøde i København vedtager at gøre den 8. marts til international kvindedag
- 28. august - kongedømmet Montenegro proklameres i Cetinje

### September
- 17. september – Første flyvning nogensinde over Alperne finder sted

### Oktober
- 4. oktober - Bermudas flag godkendes
- 5. oktober – Portugal erklæres for en republik efter et mytteri i flåden og hæren. Kong Manuel 2. var flygtet til Gibraltar
- 15. oktober - Luftskibet America letter fra New Jersey i det første forsøg på at krydse Atlanten med et luftskib. Luftskibet havarerer, men besætningen reddes vest for Bermuda

### November
- November – der udbryder borgerkrig i Mexico
- 14. november - løjtnant Eugene Ely, U.S. Navy bliver den første, der letter med et fly fra et skibsdæk

## Født

### Januar
- 6. januar – Bruno Henriksen, dansk kapelmester og pianist (død 1984).
- 12. januar – Luise Rainer, tysk skuespillerinde (død 2014).
- 15. januar – Ole Ejnar Bonding, dansk arkitekt (død 1989).
- 18. januar − Preben Philipsen, dansk filmproducent (død 2005).
- 23. januar – Django Reinhardt, belgisk guitarist (død 1953).
- 24. januar – Doris Haddock, amerikansk politiker (død 2010).
- 30. januar – Victor Gram, dansk politiker (død 1969).

### Februar
- 5. februar – Ejlif Krogager, dansk præst og rejsekonge (død 1992).
- 5. februar – Francisco Varallo, tidligere fodboldspiller (død 2010).
- 15. februar – Irena Sendler, polsk katolik og frihedskæmper (død 2008).
- 17. februar – Marc Lawrence, amerikansk skuespiller (død 2005).
- 19. februar – Dorothy Janis, amerikansk skuespillerinde (død 2010).
- 25. februar – Erling Dinesen, dansk politiker (død 1986).

### Marts
- 1. marts – David Niven, engelsk skuespiller (død 1983).
- 1. marts – Archer John Porter Martin, engelsk nobelprismodtager (død 2002).
- 6. marts – Ejler Bille, dansk billedhugger og maler (død 2004).
- 13. marts – Karl Gustav Ahlefeldt, dansk skuespiller (død 1985).
- 14. marts – Solveig Sundborg, dansk skuespillerinde (død 2002).
- 23. marts – Akira Kurosawa, japansk filminstruktør (død 1998).
- 25. marts – Magda Olivero, italiensk sopran-operasangerinde (død 2014).
- 28. marts – Dronning Ingrid, dansk dronning (død 2000).

### April
- 17. april – Carl Heger, dansk skuespiller og teaterdirektør (død 2002).
- 24. april – Erik Seidenfaden, dansk journalist og korrespondent (død 1990).
- 26. april – Else Petersen, dansk skuespiller (død 2002).
- 28. april – Svend Atke, dansk lærer, rektor og professor (død 1993).

### Maj
- 10. maj – Ebbe Rode, dansk skuespiller (død 1998).
- 12. maj – Johan Ferrier, Surinamere formand (død 2010).
- 12. maj – Giulietta Simionato, italiensk mezzosopran (død 2010).
- 14. maj – Børge Olsen, dansk købmand (død 2002).
- 18. maj – Ester Boserup, dansk nationaløkonom og forsker (død 1999).
- 30. maj – Harry Bernstein, britisk-født den amerikansk forfatter (død 2011).

### Juni
- 4. juni – Christopher Cockerell, engelsk opfinder af hovercraften (død 1999).
- 11. juni – Blanche Funch, dansk skuespiller (død 1989).
- 11. juni – Jacques-Yves Cousteau, fransk flådeofficer og oceanograf (død 1997).
- 14. juni – Rudolf Kempe, tysk dirigent (død 1976).
- 21. juni – Jean Anouilh, fransk dramatiker (død 1987).
- 22. juni – Konrad Zuse, tysk ingeniør (død 1995).
- 26. juni – Lau Lauritzen jun., dansk skuespiller og filminstruktør (død 1977).
- 28. juni – Ingrid Luterkort, svensk skuespillerinde (død 2011).

### Juli
- 4. juli – Gloria Stuart, amerikansk skuespillerinde (død 2010).
- 15. juli – Svend Saaby, dansk korleder, musikarrangør og dirigent (død 1995).
- 16. juli – Arne Bruun Rasmussen, dansk auktionsholder (død 1985).
- 21. juli – Viggo Kampmann, dansk statsminister (død 1976).
- 27. juli – Julien Gracq, fransk forfatter (død 2007).

### August
- 4. august – Anita Page, amerikansk skuespillerinde (død 2008).
- 11. august – Berthe Qvistgaard, dansk skuespillerinde (død 1999).
- 25. august – Dorothea Tanning, amerikansk maler og forfatter (død 2012).
- 26. august – Mother Teresa, makedonsk-født nonne og modtager af Nobels fredspris (død 1997).

### September
- 3. september – Kitty Carlisle Hart, amerikansk skuespillerinde (død 2007).
- 8. september - Jean-Louis Barrault, fransk skuespiller (død 1994).
- 7. september – Jack Shea, amerikansk skøjteløber (2 gange olympisk mester 1932) (død 2002).
- 16. september – Else Alfelt, dansk billedkunstner (død 1974).

### Oktober
- 1. oktober – Bonnie Parker, amerikansk gangster, kendt som den ene halvdel af Bonnie og Clyde (død 1934).
- 8. oktober – Paulette Dubost, fransk skuespillerinde (død 2011).
- 14. oktober – John Robert Wooden, amerikansk basketball coach (død 2010).
- 23. oktober – Richard Mortensen, dansk maler (død 1993).
- 25. oktober – David Lichine, russisk-amerikansk balletdanser (død 1972).

### November
- 2. november – Lis Groes, dansk politiker (død 1974).
- 6. november – Betty Söderberg, dansk skuespiller (død 1993).
- 18. november – Gunnar Fischer, svensk filminstruktør (død 2011).

### December
- 4. december – Ramaswamy Venkataraman, indisk præsident (død 2009).
- 10. december – Jørgen Haagen Schmith, dansk modstandsmand (Citronen) (død 1944). – myrdet
- 12. december – Grethe Kolbe, dansk dirigent og kapelmester (død 1997).
- 12. december – Poul Georg Lindhardt, dansk teolog og historiker (død 1988).
- 16. december – Egill Jacobsen dansk maler (død 1998)
- 29. december – Ronald Harry Coase, britisk modtager af Nobelprisen i økonomi (død 2013).

## Dødsfald
- 10. januar – Frederik Vermehren, dansk maler og folkelivsskildrer (født 1823).
- 16. januar – Oluf Hartmann, dansk maler og grafiker (født 1879).
- 30. januar - Granville T. Woods, afrikansk-amerikansk opfinder (født ca. 1856).
- 9. februar – Caspar Leuning Borch, dansk arkitekt (født 1853).
- 26. april – Bjørnstjerne Bjørnson, norsk forfatter (født 1832).
- 26. april – Christian V. Nielsen, dansk arkitekt (født 1833).
- 11. juli – Olivia Nielsen, dansk politiker og forbundsformand (født 1854).
- 5. august – Julius Petersen, dansk matematik (født 1839).
- 10. august – Carl Lumbye, dansk kapelmester og musikdirektør (født 1841).
- 26. oktober – P. Knudsen, dansk politiker, partiformand og fagforeningsmand (født 1848).
- 15. november – Julius Exner, dansk maler (født 1825).
- 20. november – Leo Tolstoj, russisk forfatter (født 1828).

## Nobelprisen
- Fysik – Johannes Diderik van der Waals
- Kemi – Otto Wallach
- Medicin – Albrecht Kossel
- Litteratur – Paul von Heyse
- Fred – Det internationale Fredsbureau

## Sport
- 22. februar – Den danskfødte bokser Battling Nelson taber sit verdensmesterskab i letvægt i en usædvanlig brutal kamp mod Ad Wolgast, "The Michigan Wildcat", da Nelson bliver stoppet i 40. omgang af kampen
- 5. maj - det danske herrelandshold i fodbold vinder 2-1 over England på KB's baner på Frederiksberg[1]
- 10. juni – Boldklubben Fremad Amager grundlægges
- 16. juli - franskmanden Octave Lapize vinder årets Tour de France

## Musik
- Ildfuglen – ballet med musik af Igor Stravinskij uropføres i Paris.
- Påskeblomst! hvad vil du her — Carl Nielsens komposition

## Film
- Den hvide Slavehandel – instrueret af Alfred Cohn
- Afgrunden – med Asta Nielsen, instrueret af Urban Gad
- Den hvide Slavehandel – instrueret af August Blom